# Punt gallet miofascial
Els punts gallet miofascials, també coneguts com a punts gallet, es descriuen com petites zones hiperirritables al múscul esquelètic. S'associen a nòduls palpables de bandes tenses de fibres musculars. Són un tema de controvèrsia permanent, ja que hi ha dades limitades per a la comprensió científica del fenomen. En conseqüència, l'acceptació formal dels “nusos” miofascials com a font identificable de dolor és més freqüent entre els treballadors del cos, els fisioterapeutes, els quiropràctics i els practicants d'osteopatia. No obstant això, el concepte de punts gallet proporciona un marc que es pot utilitzar per ajudar a tractar cert dolors musculoesquelètics.
El model del punt gallet afirma que el dolor inexplicable irradia sovint des d'aquests punts locals sensibles a zones més àmplies, de vegades distants del propi punt desencadenant. Els professionals afirmen haver identificat patrons de dolor referits fiables que associen dolor en un lloc amb punts desencadenants en altres llocs. Hi ha variacions en la metodologia per al diagnòstic dels punts desencadenants i una manca de teoria per explicar com sorgeixen i el perquè es produeixen els patrons específics de dolor referit.
La compressió d'un punt gallet pot provocar sensibilitat local, dolor referit o resposta de contracció local. La resposta local de contracció no és la mateixa que un espasme muscular. Això es deu al fet que un espasme muscular es refereix a la contracció de tot el múscul, mentre que la resposta de contracció local també es refereix a tot el múscul, però només implica una petita estrebada, sense contracció.
Diverses especialitats mèdiques podrien utilitzar la teràpia del punt gallet. Aquests inclouen fisiatres (metges especialitzats en medicina física i rehabilitació), medicina de família i ortopèdia. Les escoles osteopàtiques i quiropràctiques també inclouen els punts gallet en el seu entrenament. Altres professionals de la salut, com entrenadors esportius, terapeutes ocupacionals, fisioterapeutes, acupuntors i massatgistes també són conscients d'aquestes idees i molts d'ells també fan ús dels punts gallet en el seu treball clínic.